# Мајами (народ)
Мајами су алгонквински народ, који потиче из области Великих језера. Насељавали су данашњу северну и средњу Индијану, западни Охајо и југозападни Мичиген. Мајами су били подељени на неколико историјски значајних племена, укључујући Пјанкашо, Веа, Пепикокија, Килатика, Менгаконкија, и Ачакангуен. Већина Мајамија је до 1846. протерана на Индијанску територију, првобитно на територију данашњег Канзаса, а касније у данашњу Оклахому. У САД данас постоје два мајамска „племена”, од којих је „Племе Мајами из Оклахоме” савезно признато, док је „Нацији Мајами из Индијане” савезно признање ускраћено, па данас она има статус непрофитне организације, која окупља потомаке Мајамија који су изузети од протеривања у 19. веку.

## Име
Име Мајами је изведено од мајамско-илиноишке речи „Мјамија” (ма-ил: Myaamia), у множини „Мјамијаки” (ма-ил: Myaamiaki), што је њихов аутоним (њихов сопствени назив за њих саме). Верује се да је ова реч изведена од старијег појма који је имао значење „Народ са доњег тока реке”. Према неким изворима још један мајамски аутоним је „Твајтви” (ма-ил: Twightwee) или „Тватва” (ма-ил: Twatwa), што је ономатопејски израз, који опонаша канадског ждрала, њихову свету птицу. Према скорашњим истраживањима реч „Твајтви” је изведена од егзонима „Туветуве” (дел: Tuwéhtuwe) који потиче из делаверског језика, и чија етимологија је непозната. Према самим Мајамијима овај назив су користили суседни народи, и он није њихов аутоним. Још један назив који су Мајамији користили као свој аутоним је „Митосинијаки” (ма-ил: Mihtohseeniaki), што значи народ. Мајами и данас користе овај аутоним.

## Историја

### Пре сусрета са Европљанима
Стари Мајамији су припадали мисисипијској култури, коју је карактерисала пољопривреда заснована на узгоју кукуруза, развој поглаварстава (енгл. chiefdoms), разграната трговинска мрежа, и хијерархијски образац изградње насеља. Иако су древни Мајамији били пољопривредни народ, они су своју исхрану допуњавали ловом и сакупљањем.

### Сусрет са Европљанима
Постојање Мајамија у историјским списима је први пут забележено средином 17. века. О њима су први писали француски мисионари и истраживачи који су их сусрели у данашњем Висконсину, на западној обали језера Мичиген. Према мајамском усменом предању, они су се ту населили неколико деценија раније, из области која обухвата данашњу северну Индијану, јужни Мичиген и северозападни Охајо. 

### Након сусрета са Европљанима
Крајем 17. и почетком 18. века Мајамији су се из Висконсина одселили на југоисток, настанивши се око горњег дела реке Вобаш у садашњој североисточној Индијани, и око реке Моми у северозападном Охају. Ова сеоба је представљала повратак у њихову прапостојбину, у којој су дуго живели пре него што су их Ирокези напали током Дабрових ратова и одатле протерали. Ирокези су желели да успоставе монопол над трговином крзном у долини Охаја. Европски колонисти и трговци са источне обале Северне Америке дуго су били укључени у трговину крзном са Ирокезима. Европљани су трампили ватрено оружје и друге европске производе за крзно. Ирокези, који су насељавали средњи и западни део државе Њујорк, користили су ватрено оружје које су добили у размени са Европљанима да освоје област долине реке Охајо. Долина реке Охајо је Ирокезима служила као ловиште, а локално алгонквинско становништво је пред њиховим нападима избегло на запад. Ратови и распад домородачких друштава, као и ширење заразних болести донетих из Европе, попут великих и малих богиња, на које староседеоци нису имали природни имунитет, допринели су уништавању домородачког становништва у унутрашњости северноамеричког континента.
Француски истраживачи су приметили лингвистичку и културну сличност Мајамија и Илиноиса (Илинивека), још једног алгонквинског народа. 
У историји назив Мајами није увек коришћен да опише цео мајамски народ. У 17. и 18. веку, термин Мајами је употребљаван као назив народа, и њиме су била обухваћена сва мајамска племена. Међутим, током 19. века, под Мајамијима су подразумевани само Ачакангуени (једно од мајамских племена).
Након што су крајем 17. и почетком 18. века, уз подршку француских трговаца из данашње Канаде, који су са њима трговали, и размењивали крзно за ватрено оружје, поново населили своју историјску територију, били су подељени на следећа племена: 
- Ачакангуен (Велики Мајами, Крејн банда), њихово главно село Кекионга („Грм купине”) се налазило на сутоку река Сент Џозеф („Река Пасуља”) и Сент Мериз („Река Атлантске Јесетре”) од којих настаје река Моми („Отавска Река”), на западној граници Велике Црне Мочваре у данашњој Индијани - ово насеље је истовремено било и престоница мајамске конфедерације;
- Килатика (Ил Ривер банда, Кинипикомикваки), њихово главно село Кинипиквамиква се првобитно налазило на обали горњег тока реке Ил Ривер, недалеко од данашњег града Коламбија Сити, а касније је премештено низводно на ушће реке Ил Ривер у реку Вобаш, у близини данашњег града Логанспорта. У француско доба њихово главно село се налазило око 16 km југозападно од данашњег града Џолијет, на сутоку река Канкаки и Дис Плејнз од којих настаје река Илиноис;
- Менгаконкија (Народ Мале Корњаче, Народ Мишикиникве);
- Пепикокија (Тепикон банда, Типикану банда, Китипиквана), њихово главно село Кит-Типиканак / Китипиквана је неколико пута премештано, од горњег тока реке Типикану, источно од данашњег насеља Олд Тип Таун, до ушћа реке Типикану у реку Вобаш, недалеко од данашњег града Лафејет;[9][10]
- Пјанкашо (Пијанкишијаки), били су насељени око реке Вајт Ривер[а] у западној Индијани, као и око река Вермилион (или Пијанкишијаки Сипиви, у преводу „Река Пјанкашоа”)[11] и Вобаш (или Вапашики Сипиви) у Илиноису, а касније око реке Грејт Мајами Ривер (или Асенисипи, у преводу „Стеновита Река”) у западном Охају. Њихово прво главно село Пијанкишионки (у преводу „Место Пјанкашоа”) се налазило на ушћу реке Вермилион у реку Вобаш (у близини Кајуге), једно мање насеље се налазило на реци Вермилион (у близини Данвила), друго значајно насеље које се звало Ачипикакионки / Чипекокеј / Чипекоки (у преводу „Место Јестивог Корена”) налазило се на ушћу реке Ембарес у реку Вобаш (у близини Винсенса). У 18. веку је око реке Грејт Мајами Ривер постојало треће значајно насеље Пикавилани (у преводу „Место Пепела”), на чијем месту је настао данашњи град Пиквеј;[б][12]
- Веа (Вијатонон, Вајатанонки, Вајатанва), њихово главно село Вајатанонки (у преводу „Место Вира”) се налазило на обали реке у близини места где се налазио вир у реци. Под називом „Вијатанон” подразумевана је скупина од 5 уништених села племена Веа, али и њихова прапостојбина око средњег тока реке Вобаш, између река Ил Ривер и Вермилион, „прави” Вијатанон је било њихово главно село које се налазило на ушћу потока Веа Крик у реку Вобаш.[в][13][14]

Гроф де Фронтенак је 1696. именовао Жана Батиста Бисоа, господара Венсена за команданта француских испостава у североисточној Индијани и југозападном Мичигену. Жан Батист Бисо је успоставио пријатељске односе са Мајамијима. Он се настанио на реци Сент Џозеф (саставница реке Моми), и 1704. основао трговачку постају и тврђаву у Кекионги, данашњем Форт Вејну, де факто престоници Мајамија, која се налазила на важном копненом путу који је повезивао реку Моми (притоку језера Ири, која је представљала водени пут до Квебека) и реку Вобаш (која се уливала у реку Охајо и била водени пут до долине Мисисипија).
Почетком 18. века повратна сеоба Мајамија у њихову прапостојбину у данашњој Индијани и Охају је у великој мери била завршена. Победом Британаца у Француском и индијанском рату (део Седмогодишњег рата) мајамска земља се нашла под њиховом влашћу.
Успостављање нових савеза и постепени продор Англоамеричких насељеника довели су до тога да су се мајамска племена, укључујући Пјанкашое и Вее, удружила у Мајамску Конфедерацију на чијем челу се налазио поглавица Мала Корњача. Њихов циљ је био вођење рата против Енглеза и спречавање насељавања Англоамериканаца на мајамској земљи. Након одвајања Англоамериканаца од матице после Америчког рата за независност, Мајамији су се са другим староседелачким народима тадашњег северозапада САД удружили у Северозападну конфедерацију (Сједињене Индијанске Нације), која је против Америке повела Северозападни индијански рат (1786–1795).
Касније је америчка влада из административних разлога Мајамије и блиско сродне Илиноисе сврставала у једну индијанску скупину, али је мајамско Ил Ривер племе (раније Килатика) имало посебан статус, захваљујући коме су током „пресељења Индијанаца” у 19. веку избегли протеривање.

### Однос САД и мајамских племена
Мајами су имали променљиве односе са Сједињеним Америчким Државама. Нека села племена Пјанкашо су отворено подржавала америчке побуњенике током Америчког рата за независност, док су села племена Вијатонон (Веа) била отворено непријатељска. Мајами из града Кекионге су остали савезници Британаца, али нису били отворено непријатељски расположени према Сједињеним Америчким Државама (осим када их је напао Огистен де ла Балм 1780).
Париским споразумом из 1783. године, којим је окончан Амерички рат за независност, Британија је пренела свој суверенитет над Северозападном територијом – савременим Охајем, Индијаном, Илиноисом, Мичигеном и Висконсином Сједињеним Америчким Државама. Убрзо су први Англоамерички насељеници похрлили у долину Охаја, што је довело до спора око тога да ли имају законско право да оснивају насеља на земљишту које су староседеоци сматрали не уступљеном територијом. Мајами су позвали сродне алгонквинске народе, Делавере (Лени Ленапе) и Шоније, које су англоамерички досељеници протерали са њихових земаља, да се населе у Кекионгу, чиме су створили језгро пан-племенске Северозападне конфедерације. Староседелачки ратници су нападали англоамеричке насељенике, покушавајући да их протерају, а белци - укључујући Кентакијску милицију - често су изводили неселективне нападе на староседелачка села. Ови сукоби су довели до избијања Северозападног индијанског рата.
У покушају да оконча сукобе присиљавањем староседелаца да потпишу споразуме о уступању земље америчкој влади, на којој би затим било омогућено насељавање белаца, влада Џорџа Вашингтона наредила је напад на Кекионгу 1790. године. Америчке снаге су успеле да спале град, али су ратници Мале Корњаче успели да задрже град под својом влашћу и да потисну америчку војску. Америчка влада је 1791. наредила други напад на Кекионгу са циљем да се тамо изгради тврђава која би трајно осигурала америчку власт, али је војска Северозапападне конфедерације напала амерички војни логор и уништила га. Битка, позната као пораз Сент Клера, призната је као најгори пораз америчке војске од Индијанаца у историји САД. Тек је 1794. године, америчка војска под командом генерала „Лудог” Ентонија Вејна поразила војску Северозападне конфедерације у бици код Фолен Тимберса, спалила староседелачка насеља око реке Моми и подигла тврђаву Форт Вејн у Кекионги. Вејн је затим наметнуо Гринвилски споразум из 1795. године, чиме је окончан Северозападни индијански рат. Овим споразумом, вође конфедерације као што је Мала Корњача, пристали су да уступе већину данашњег Охаја, и део земљишта западно од њега, укључујући оно данашњи централни Детроит, Чикаго и Форт Вејн, у замену за годишње исплате надокнаде од америчке савезне владе.
Они Мајамији који су били незадовољни миром са Сједињеним Америчким Државама окупили су се око Вијатонона и града Профетстауна, у коме се налазио шонски поглавица Текамси, који је предводио савез индијанских нација. Гувернер територије Индијане Вилијам Хенри Харисон и америчка војска под његовом командом уништиле су Профетстаун 1811. године, а у Рату из 1812. (у коме су староседеоци опсели Форт Вејна) напали су мајамска села широм територије Индијане.
Иако се Вејн обавезао током преговора о склапању Гринвилског споразума, да ће преостала не уступљена територија заувек остати земља староседелаца (од чега потиче име државе Индијана), то се није догодило. У Форт Вејн у коме је америчка влада Мајамијима и другим староседеоцима исплаћивала годишње исплате предвиђене споразумом, долазили су бели трговци да им продају алкохол и индустријску робу. Између исплата, трговци су им продавали робу на кредит, а староседеоци су стално нагомилавали дугове које следеће исплате нису могле да покрију. Харисон и његови наследници су водили политику искоришћавања ових дугова како би навели староседелачке вође да потпишу нове споразуме којима су уступали велике делове резерватске земље, а затим и да пристану на пресељење староседелаца западно од Мисисипија. Као подстицај племенским вођама да потпишу такве споразуме, влада им је додељивала приватне поседе и давала друге привилегије (пример је изградња виле за једног поглавицу). Влада је 1846. приморала Мајамије да оду, али неколико великих породица које су кроз ову праксу стекле приватну имовину биле су изузете и дозвољено им је да остану у Индијани.
Мајамији су прво протерани у Канзас, а затим у Оклахому, где су им додељене приватне парцеле уместо резервата, што је био покушај подстицања њихове асимилације у америчко друштво. Америчка влада признаје „Племе Мајами из Оклахоме” од 1846.
У 20. веку, „Нација Мајами из Индијане” безуспешно је тражила посебно савезно признање. Иако их је САД признала споразумом из 1854, то признање је поништено 1897. Законодавно тело Индијане је 1980. гласало за подршку савезном признању,‍:291 али је 1993. савезни судија пресудио да је истекао рок жалбе на њихов статус.‍:293 Међутим, „Племе Мајами из Оклахоме” је 1996. променило свој устав како би омогућило било ком потомку особа забележених на одређеним историјским свицима да се придруже, што је искористило више стотина Мајамија из Индијане. Данас „Племе Мајами из Оклахоме” има око 5.600 уписаних чланова. Међутим, многи Мајамији из Индијане и даље себе сматрају засебном групом којој је неправедно ускраћено одвојено савезно признање. Предлог закона је представљен у Генералној скупштини Индијане 2011. како би се овом „племену” формално доделило државно признање, и дало му искључиву надлежност да одређује своје племенско чланство, али предлог закона није прошао на гласање.

## Насеља названа по Мајамијима
Већи број места је назван по народу Мајами. Међутим, град Мајами са Флориде није назван по овом народу, већ по реци  Мајами, која је име добила по несродном народу Мајаими.
| - Моми у Охају; - Мајами у Индијани; - Мајами у Оклахоми; - Мајами у Мисурију; - Мајами Бенд (неукључено подручје у Мајами Тауншипу у охајском округу Кас); - Мајами Шорс (неукључено подручје у Охају); - Мајами Вила (неукључено подручје у охајском округу Монтгомери); - Мајамисберг у Охају; - Мајамитаун у Охају; - Мајамивил у Охају; - Њу Мајами у Охају. - Мајами Тауншип у (Округу Ален у Индијани); - Мајами Тауншип у (Округу Кас у Индијани); - Мајами Тауншип у (Округу Мајами у Канзасу); - Мајами Тауншип у (Округу Рино у Канзасу); - Мајами Тауншип у (Округу Клермонт у Охају); - Мајами Тауншип у (Округу Грин у Охају); - Мајами Тауншип у (Округу Хамилтон у Охају); - Мајами Тауншип у (Округу Логан у Охају); - Мајами Тауншип у (Округу Монтгомери у Охају). | - Округ Мајами у Индијани; - Округ Мајами у Охају; - Округ Мајами у Канзасу. - Форт Мајами у Индијани; - Форт Мајами у Мичигену; - Форт Мајами у Охају. - Долина Мајами кроз коју протичу реке Лит'л Мајами Рив'р и Грејт Мајами Рив'р у Охају; - Моми у Индијани и Охају; - Канал Мајами и Ири. - Универзитет Мајами у граду Оксфорд у Охају. - Толедо Момис бејзбол клуб из града Толидо у Охају. |

## Познати Мајамији
- Мемескија или Олд Бритон (око 1695-1752), мајамски поглавица;
- Френсис Годфри или Палансва (1788-1840), мајамски поглавица;
- Тетинчуа, мајамски поглавица из 17. века;
- Мала Корњача или Мишикиниква (око 1747-1812), мајамски ратни поглавица;
- Пакан (око 1737-1816), мајамски поглавица;
- Френсис Ла Фонтејн (1810-1847), последњи мајамски врховни поглавица;
- Жан Батист Ричардвил или Пиншива (око 1761-1841), мајамски поглавица;
- Френсис Слокум или Маконака (1773-1847), Мајамкиња квекерског порекла;
- Вилијам Велс или Апеконит, зет мајамског поглавице Мале Корњаче;
- Дерил Болдвин или Кинвалинисја, 2016. добитник признања коју додељује Фондација МакАртур; у време оснивања Мјамиа Центра био је његов директор, на националном и међународном нивоу је признат због истраживања, планирања, и имплементације ревитализације мајамске културе и језика, коју спроводи Универзитет Мајами из охајског града Оксфорда.[21][22]